# 국가핵보안국

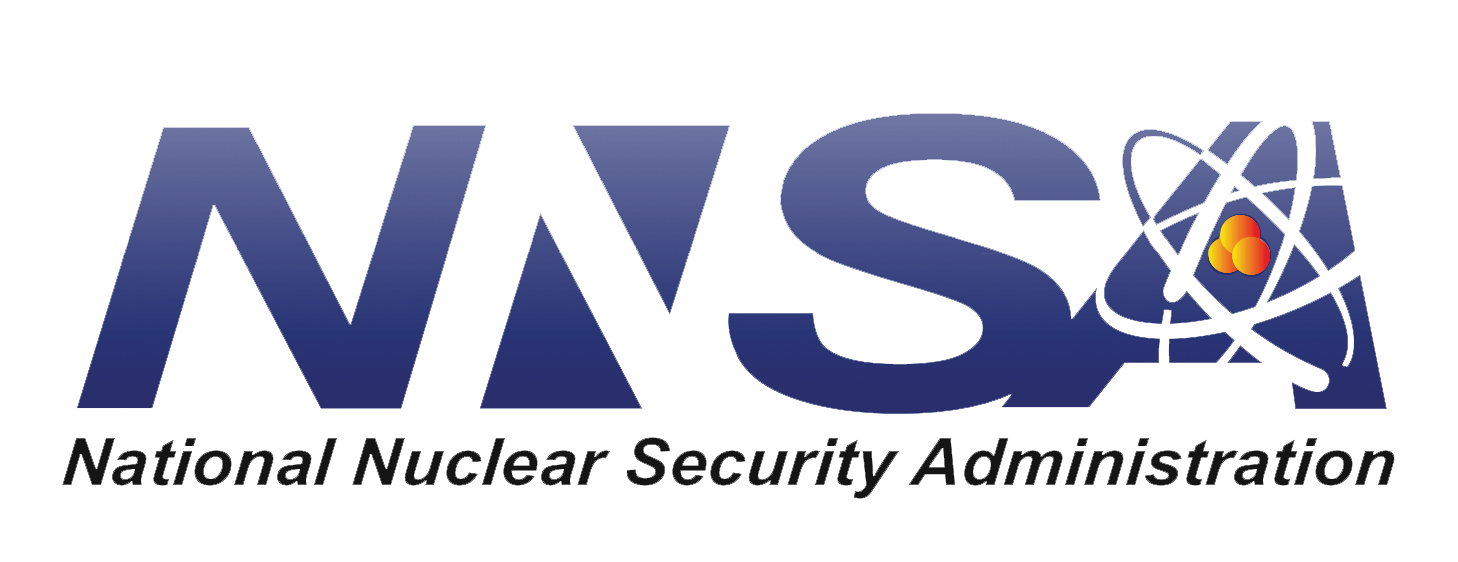
국가핵보안국 로고.

국가핵안보국(National Nuclear Security Administration, NNSA)은 미국 에너지부 산하의 핵무기 개발 총괄 기관이다. 핵실험 없이 미국 핵무기의 안전성, 보안성, 효율성을 발전시키는 임무를 맡고 있다. 중국에도 NNSA가 있다.

## 역사
1999년 대만 출신 과학자 리원허가 미국 핵무기 정보를 유출한 스파이 행위를 하였다. 이 사건을 계기로 미국 의회가 창설한 기관이 국가핵안보국이다.

## 임무
NNSA는 국가안보와 관련된 4가지 임무를 수행한다.
- 미국 핵무기 비축량의 관리
- 전세계 대량살상무기 위험의 감소, 국제 핵안보와 비핵화의 촉진
- 미국 해군의 핵추진기관의 안전성, 효율성 관리
- 과학기술 분야에서의 미국 리더쉽을 지원

## Z머신
미국 에너지부 산하의 국가핵보안국(NNSA)은 2010년 11월과 2011년 3월 두차례에 걸쳐 뉴멕시코주의 샌디아 국립 연구소에서 Z머신(en:Z Pulsed Power Facility)이라는 장치를 이용해 실제 핵폭발이 필요없는 핵실험에 성공했다. Z머신은 핵무기가 폭발했을 때와 비슷한 초고온, 초고압 상태를 만들어 주는 장치로서, 핵실험장과 다량의 화약이 필요없다.
플루토늄을 사용한 Z머신 실험은 2013년 9월 12일 10회, 2014년 9월 4일 11회, 2014년 10월 3일에 12회차를 실시했다.

## 관련보도
2006년 4월 16일, 일본 교도통신은 "미국 에너지부 산하 국가핵안보국(NNSA)이 매년 신형 핵탄두 250기를 생산해 5년마다 계속 기존 핵무기를 교체해 나가는 계획을 추진 하고 있다"고 보도했다.
2007년 9월 19일, 미 에너지부 산하 국립핵안보청(NNSA)은 한국원자력연구소에 있던 연구용 고농축 우라늄 4파운드 가량을 모두 수거함으로써 한국 내에는 이제 고농축 우라늄 연로가 전혀 남아있지 않게 되었다고 성명을 발표했다.
2007년 9월 30일, 에너지부 산하 국가핵안보국(NNSA)은 핵탄두 해체작업이 예상보다 빠른 속도로 진행돼 2007회계연도의 목표보다도 3배나 많은 핵탄두에서 플루토늄과 우라늄, 폭발재료들을 분리, 해체했다고 발표했다.
NNSA 산하에 로렌스 리버모어 국립 연구소, 샌디아 국립 연구소, 로스앨러모스 국립 연구소가 있다. 미국의 3대 핵무기 개발 국립연구소이다. 로렌스 리버모어와 샌디어연구소는 2007년 현재 전세계 1위와 3위의 슈퍼컴퓨터를 보유하고 있다.
2014년, 미국 국가핵안보국(NNSA)은 매일 최대 1000만 건의 사이버 공격을 받는 것으로 확인됐다.
2016년 3월, IBM과 로렌스 리버모어 국립 연구소가 IBM 트루노스(IBM TrueNorth)라는 인공지능 CPU를 개발했다. 트루노스 칩 16개를 조합해 만든 슈퍼컴퓨터는 1600만개의 뉴런과 40억 개의 시냅스가 처리하는 계산능력을 가졌다. 인간의 두뇌는 1000억개의 뉴런, 100조개의 시냅스를 갖고 있다. 트루노스 칩은 미국 내에서 핵탄두 개발을 책임지는 에너지부 산하 국가핵안전국(NNSA)의 정보처리 및 사이버안보를 지키는데 우선적으로 활용될 예정이다.
2016년 4월 1일, 대한민국 원자력안전위원회 이은철 위원장은 워싱턴 DC에서 프랭크 클라츠(Frank Klotz) 미 에너지부 핵안보청장(NNSA)과 원자력의 평화적 이용을 위한 양국 간 의무사항을 담은 행정협정에 서명했다. 2015년 개정된 한미원자력협정의 후속 행정협정이다. 이은철 위원장은 핵안보정상회의 참석을 위해 워싱턴을 방문했다.
2016년 8월, NNSA는 이달 초 B61-12에 대한 4년간의 개발, 실험을 마치고 생산 전 최종 단계에 진입했다. B61-12는 미국 정부가 30년간 1조달러(약 1210조원)를 투입해 추진하는 핵무기 현대화 작업의 결과물로, 400기 생산에 110억달러(12조1770억원)가 투입된다.
2016년 10월 8일, 미 공군과 NNSA는 9월에 네바다주 토노파 사격장에서 2대의 B-2 스텔스 전략 폭격기를 동원해 B61-7과 B61-11 등 2가지 종류의 폭탄 투하훈련을 실시했다.
2017년 3월, 트럼프 행정부는 핵안전보안국(NNSA) 예산을 11.3%인 14억 달러 증액할 것이라고 발표했다.

## 외국의 NNSA
- 일본 원자력규제청(NRA)
- 중국 국가핵안전국(NNSA)
- 프랑스 원자력안전청(ASN)
- 대한민국 원자력안전위원회(Nuclear Safety and Security Commission, NSSC)